# François Vidron
François Vidron (1899-1985) est un Conservateur et inspecteur général des Eaux et Forêts et écrivain français.

## Biographie
Conservateur et inspecteur général des Eaux et Forêts, administration dont il est l'adjoint du directeur général, il est directeur des chasses présidentielles de 1934 à 1969 et du parc national d'élevage de Vaux de Cernay, ainsi que secrétaire général du Conseil supérieur de la Chasse (futur Office national de la chasse et de la faune sauvage).

## Œuvres
- Le Cerf Sika (1939)
- La Chasse en plaine et au bois (illustrations de Yves Benoist-Gironière - PUF, 1946)
- L'Élevage du faisan (1948)
- La Chasse en montagne, au marais et en mer (illustrations de Yves Benoist-Gironière - PUF, 1949)
- La Chasse en montagne. La chasse en plaine et aux bois (2 volumes, 1950) - Prix Montyon, de l'Académie française
- La Chasse à courre (illustrations de Yves Benoist-Gironière - 2e édition, PUF, 1965)
- Le Faisan et son élevage (1974)